# Стенли Тучи
Стенли Тучи (енгл. Stanley Tucci) амерички је филмски и телевизијски глумац, режисер, продуцент и сценариста. Каријеру је започео 1985. у филму „Част Прицијевих“ у ком су наступили и Анџелика Хјустон и Џек Николсон. Првих десет година каријере углавном је тумачио споредне улоге у нискобуџетним филмовима. Из тог периода истичу се комедија „Могло се то десити теби“ са Николасом Кејџом, „Сан летње ноћи“ са Мишел Фајфер и драма „Досије пеликан“ са Џулијом Робертс. Његов редитељски деби је филм „Велико вече“ из 1996. који је био номинован за неколико награда. Две године касније добио је главну улогу у ТВ-филму „Винчел“, за коју је награђен Емијем и Златним глобусом за најбољег главног глумца. Године 2001. глумио је у мини-серији Завера и за ту улогу је добио још један Златни глобус. Његови познатији филмови су и „Собарица и сенатор“, „Пут до уништења“, „Терминал“, „Срећни број Слевин“ и „Ђаво носи Праду“ (у којем је глумио уз Мерил Стрип). У филму „Џули и Џулија“ из 2009. поново је наступио уз Мерил Стрип, овог пута као њен муж, политичар Пол Чајлд. Исте године играо је у драми „Дивне кости“, за коју је први пут био номинован за Оскар за најбољег споредног глумца.